# مضغي
مضغي (Embryonated) وغير مضغي ومنزوع المضغة هي مصطلحات عامة لوصف البويضات، أو البذور، في علم النبات. ويخلط المتخصصون من مجالات مختلفة في استخدام هذه المصطلحات في سياقاتٍ غير مترابطة، باعتبارها مصطلحات متخصصة في المهنة أكثر من كونها مصطلحات قابلة للتطبيق بشكل عام. ومن المجالات ذات الصلة التي تستخدم تلك المصطلحات: علم الأحياء التناسلي بالنسبة للعديد من الكائنات الحية، وعلم الفيروسات والفروع الأخرى من علم الميكروبات، وعلم الطفيليات، وعلم الحشرات، وتربية الدواجن، ولأنها شائعة الاستخدام في فروعٍ متعددة، فمن المحتمل بشكل ضئيل أن يتم استبدالها حاليًا بمصطلحاتٍ عامة مختلفة أكثر وضوحًا ودقة.

## المعنى الحرفي
حرفيًا، تعني المصطلحات مضغي، وغير مضغي، ومنزوع المضغة على التوالي أنها «تحتوي على جنين» و«لا تحتوي على جنين», و«فاقد الجنين», وتُستخدَم في الغالب لوصف البويضات. في قاموس ميريام ويبستر، يعود تاريخ أول استخدام للفظة «مضغي» إلى سنة 1987،  ويحتوي قاموس أوكسفورد على مصدر يعود تاريخه إلى سنة 1669 ذكر هذا المصطلح، ومن هنا يتضح أنّ المصطلح كان له أهمية منذ زمن طويل.

### مضغي
يمكن استخدام المصطلح مضغي كصفة تعني جنينيًا، أو كاسم يشير لأي شيءٍ جنيني، أو يحتوي على جنين، كما في المثال التالي: «لقد وقع اختيارنا على البويضات المضغية فقط، واستبعدنا البقية».
قد تستخدَم لفظة مضغي كفعلٍ لازم بمعنى يُلقّح جنينًا أو ينمو جنينًيا، كما في:  «في غضون أسبوعين إلى أربعة أسابيع من وضعها في التربة، تقوم البويضات بالنمو إلى أجنة، في حالة توافر تربة مناسبة (دافئة ورطبة)، ذات طبيعة مُعدية، وقد تظل البويضات شهورًا دون أن تصبح أجنة، في حالة عدم ملاءمة التربة»isbn0-12-370519-

### منزوع المضغة
يشير مصطلح منزوع المضغة إلى عملية إزالة الأجنة من البذور أو ما يشابهها من الوحدات التناسلية في الدراسات الفيسيولوجية عادةً. وفي بعض السياقات يستخدَم مصطلح «القطع الجنيني (Embryonectomy)» قد يحدث فقدان الجنين أيضًا كنتيجة لنشاط افتراس البذور، الذي تقوم به الحشرات، على سبيل المثال.

## أشكال الاستخدام
تسبب الاستخدامات المتعددة للمصطلحات المذكورة الخلط بين الطبقات المختلفة للبيض غير المخصب والبيض المستخدم للتغذية. من السياقات المُتضمَنة:

### علم الفيروسات
في علم الفيروسات، يستخدَم بيض الدواجن المحلية في زرع فيروسات الأمراض الحيوانية، لأغراض مختلفة مثل فحص أنواعها وكمياتها، أو لعزلها في صناعة اللقاحات. في العموم، لا تستطيع الفيروسات التكاثر إلا في الخلايا الحية، ولهذا يمكن فقط استخدام البيض المخصب المحتوي على أنسجة جنينية نامية، ويطلق مختصون اسم البيض المضغي على هذا النوع من البيض، لتفرقته عن البيض المخصب فقط. كما لا يعد توافر عدد بسيط فقط من الخلايا البادئة بعد التخصيب كافيًا للأغراض المذكورة.

### علم الحشرات
في علم الحشرات، تطلق كلمة «غير المضغي» على البيضة أحيانًا إلى أن تحتوي على جنين واضح المعالم، وقد يستخدَم البيض غير المضغي كبيضٍ للتغذية، ويكون على الأرجح (وليس بالضرورة) غير مخصَّب أو عقيمًا، ولا يحتوي ذلك البيض على لاقحة قابلة للنمو. في المقابل تشير كلمة «غير جنيني» إلى البيض «غير الناضج»، الذي لم يخضع بعد لعملية النمو، وسيأخذ وقتًا طويلاً في الغالب حتى يفقس، على النقيض من البيض الذي تم وضعه غير تام الاحتضان وجاهز لأن يفقس بعد فترةٍ صغيرة من وضع البيض، وربما حتى في نفس وقت الوضع.
قد تُستخدَم لفظة «غير مضغي» كذلك لوصف قشر البيض الفارغ، مثل الصؤابة، وهي بيضة قملة فقست لتوها، غير أنّ الاستخدام السابق يُستعمَل فقط في سياقاتٍ استثنائية. تأمل القطعة التالية على سبيل المثال: 'لقد قمنا... بقصر مصطلح «الصؤابة» على قشور البيض التي فقست والفارغة، وأشرنا إلى النامي من البيض المضغي باسم «البيض».

### علم الديدان الطفيلية
في سياق علم الطفيليات، بالأخص في علم الديدان الطفيلية، كثيرًا ما ترتبط حالة نمو البيضة بمراحل معينة في دورة حياتها، ومن الشائع الأخذ برؤية الجنين كمعيار هام «لنضوج» البيض. وللتوضيح، تأمل هذه القطعة من أحد التعليقات (خارج السياق): «...يتم تفريغ البيض غير الناضج في القُنيات الصفراوية، وفي البراز، ويصبح البيض جنينيًا في الماء، وينتج الطفيليات...»

### علم الطفيليات
تأمل مثالاً آخر لبعض الاستخدامات المختلفة للمصطلحات، حيث يحتوي معجم مصطلحات علم الطفيليات في وقت كتابته التعريفات التالية:

- مضغي: بيضة تحتوي على جنين كامل النمو.
- المضغية: عملية نمو الجنين في بيضة مخصبة.